# Gotlands folkhögskola

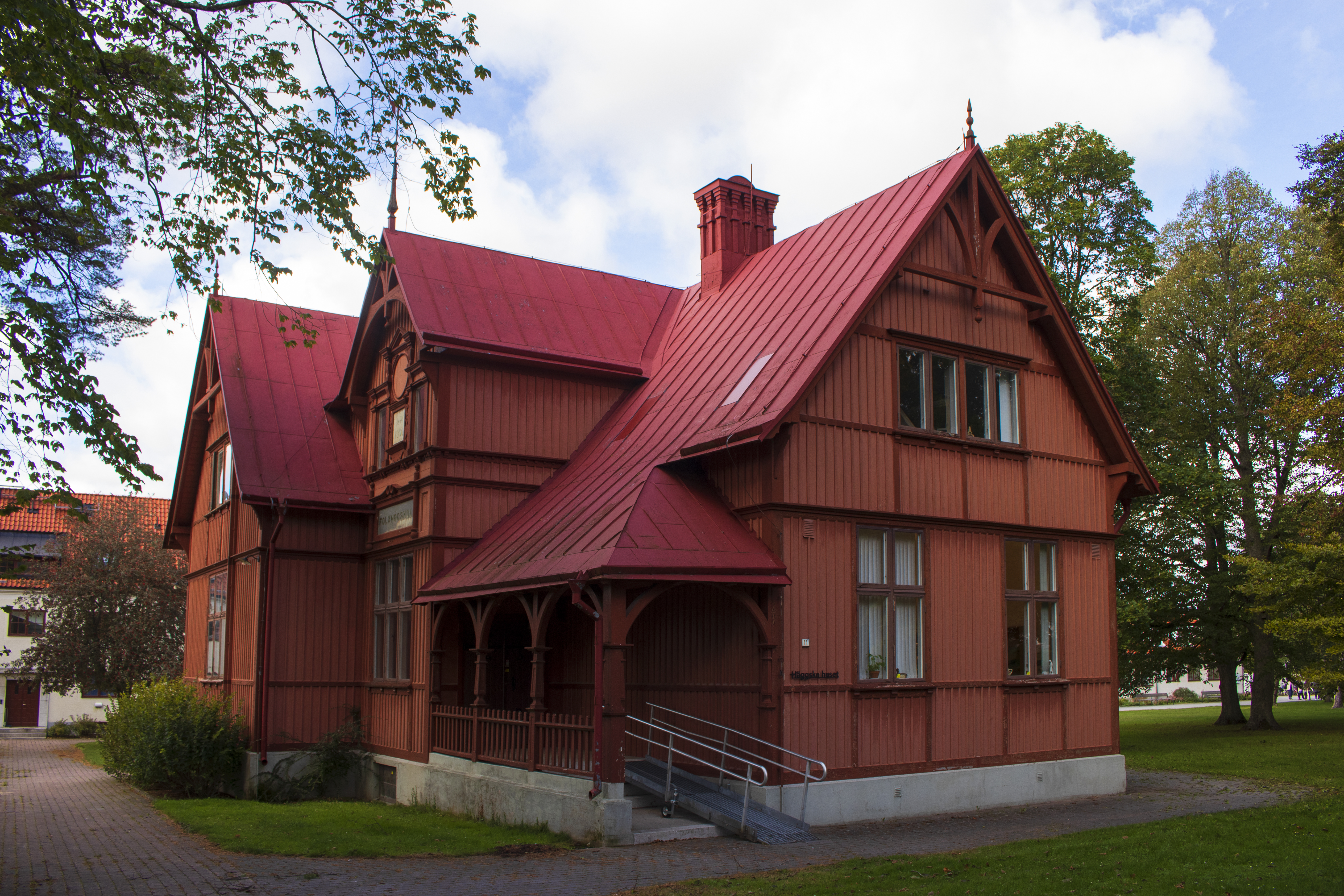
Häggska huset i Hemse.

Gotlands folkhögskola grundades år 1876 vid Isums i Atlingbo i Gotlands södra härad under namnet Gotlands läns folkhögskola.
Folkhögskolan flyttade till Hemse år 1881 och bytte namn till Hemse Folkhögskola. År 1891 lät man bygga en skolbyggnad i trä ritad av arkitekten och konstnären Axel Herman Hägg i engelsk stil. Det så kallade Häggska huset, som byggdes av byggmästare Alfred Bergström, utnyttjas fortfarande för folkhögsskolans verksamhet. Byggnaden utsågs till byggnadsminne år 1888.
Sedan 2004 har Gotlands folkhögskola även verksamhet i Fårösund.

## Bilder

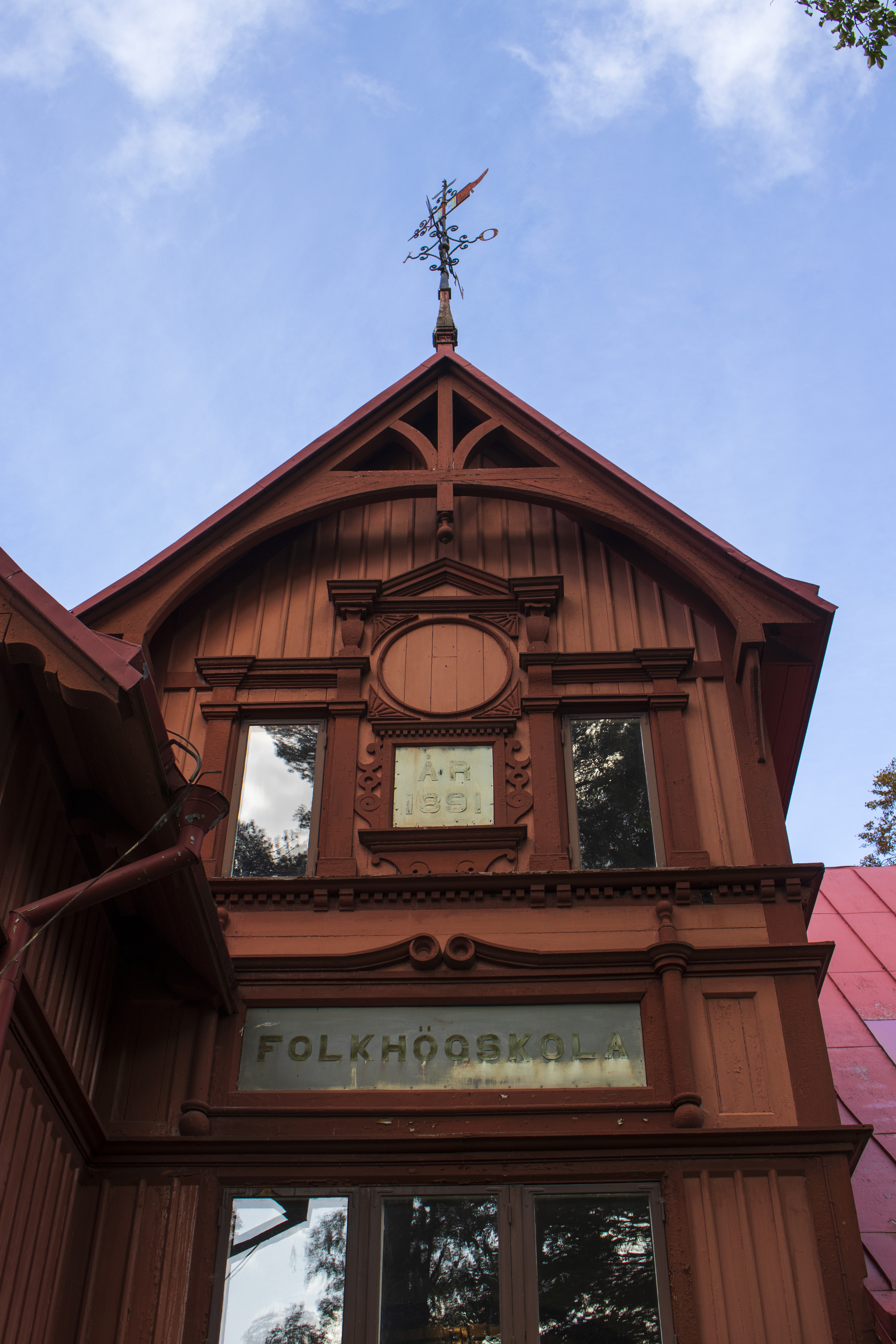
Häggska huset, byggnadsdetalj.
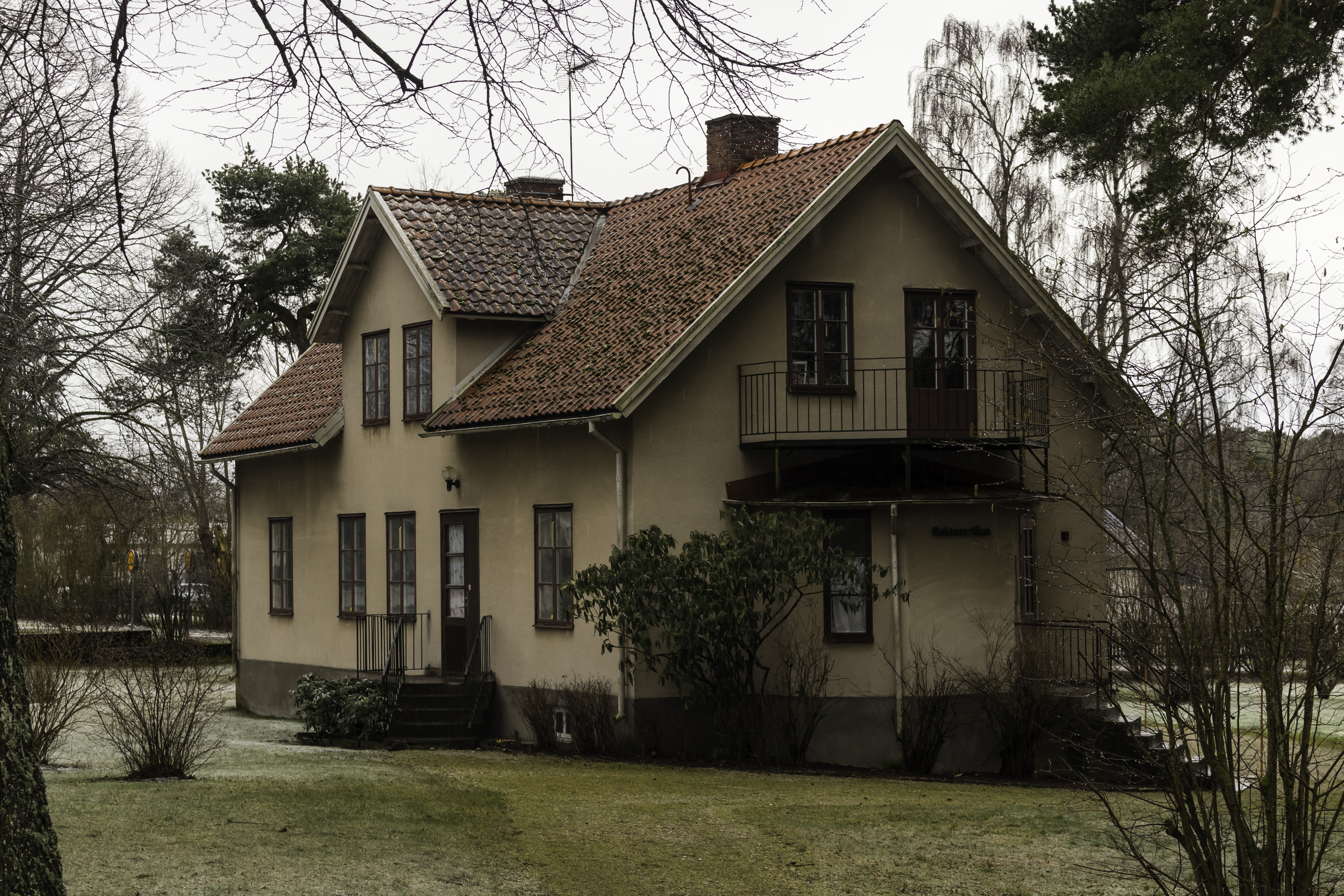
Rektorsvillan
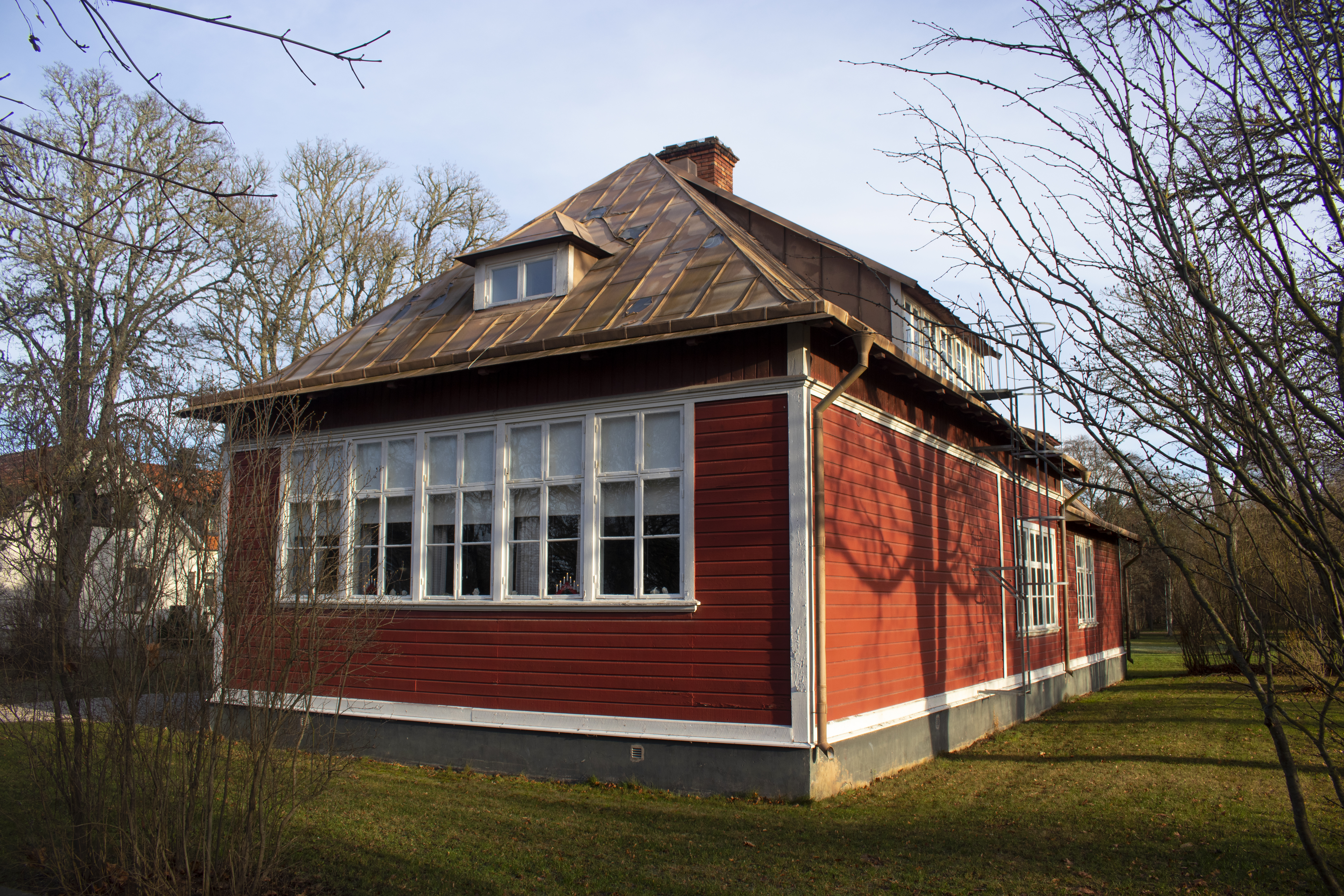
Röda skolan
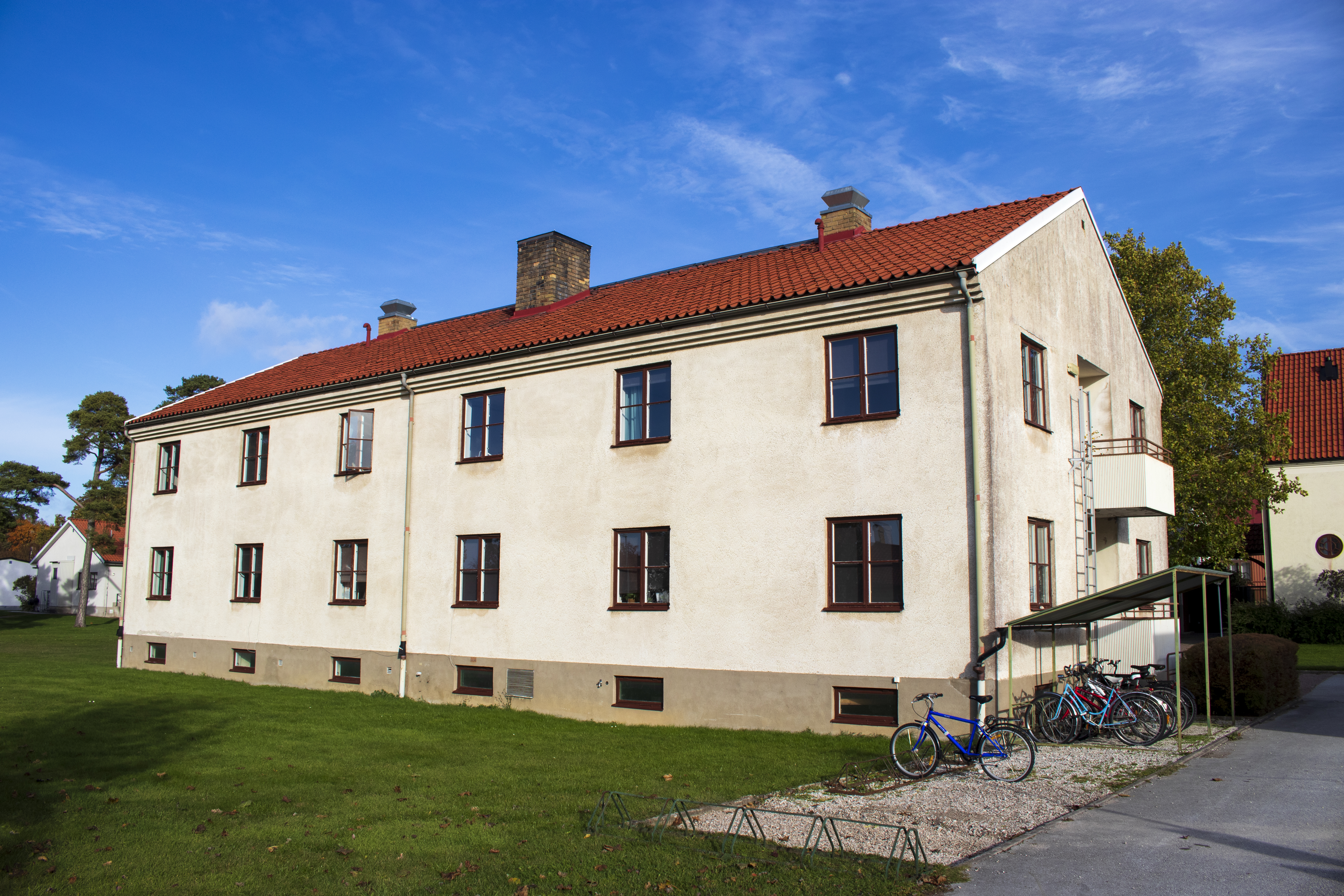
Nygårds elevhem
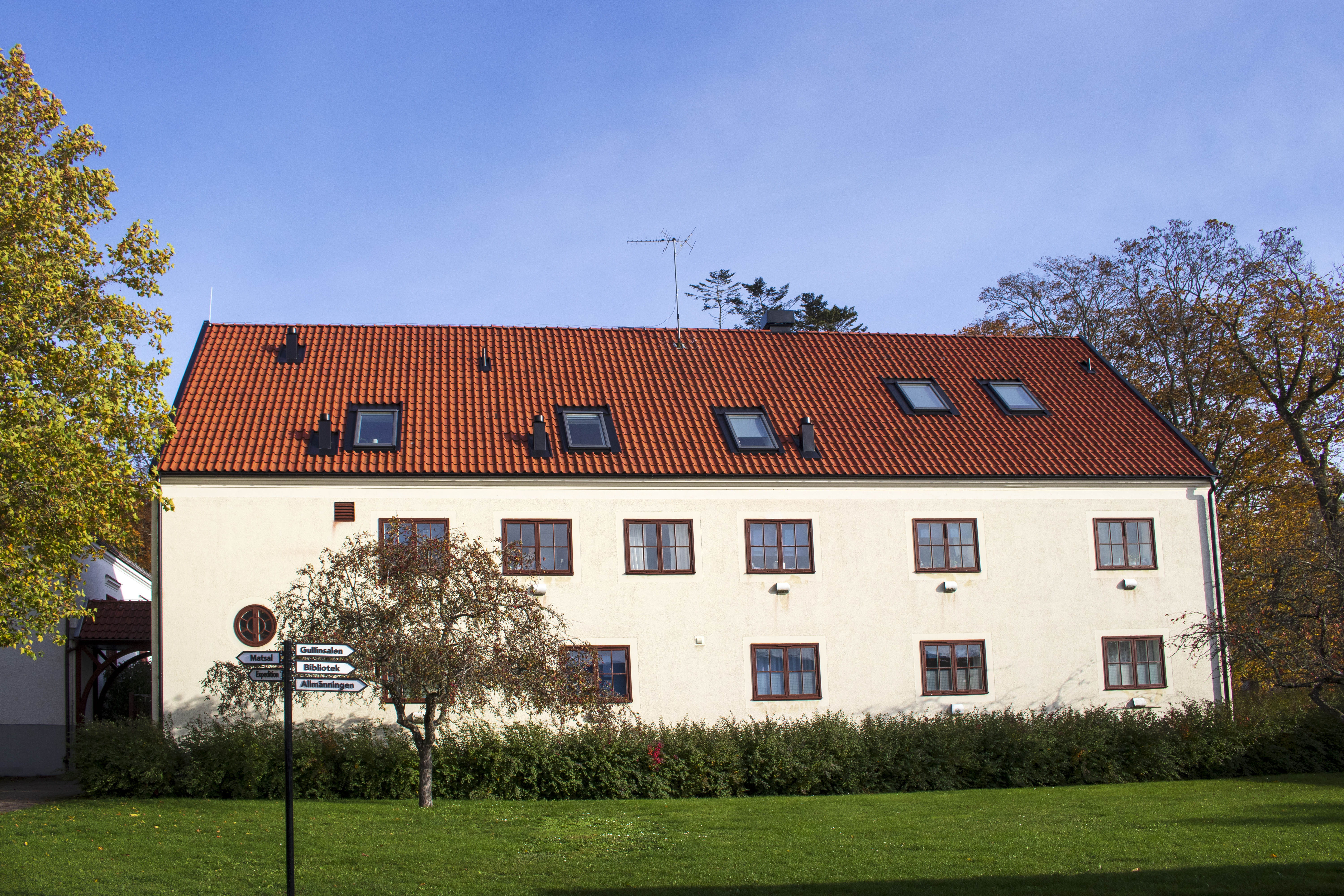
Smiss elevhem